# Archaeoglobaceae
En taxonomía, Archaeoglobaceae es una familia dentro de Archaeoglobales.  Todos los géneros conocidos dentro del Archaeoglobaceae son hipertermófilos y se puede encontrar cerca de submarino fuentes hidrotermales.

## Metabolismo
Aunque todos los géneros dentro de la Archaeoglobaceae están relacionados entre sí filogenéticamente, el modo de metabolismo utilizado por cada uno de estos organismos es único. Archaeoglobus son quimioorganótrofos que puede reducir sulfato, las únicas archaeas que tienen este tipo de metabolismo. Ferroglobus son quimiolitótrofos que acoplan la oxidación de óxido ferroso a la reducción de nitrato. Geoglobus pueden reducir hierro y usar hidrógeno o compuestos orgánicos como fuentes de energía.

## Filogenia
La taxonomía aceptada actualmente se basa en la List of Prokaryotic Names with Standing in Nomenclature (LPSN) and National Center for Biotechnology Information (NCBI)
y la filogenia se basa en 16S rRNA-based LTP lanzamiento 106 de The All-Species Living Tree Project.
|  | Ferroglobus placidus Hafenbradl et al. 1997  |
|  |                                              |
|  | Archaeoglobus profundus Burggraf et al. 1990 |
|  |                                              |

|  | G. acetivorans Slobodkina et al. 2009      |
|  |                                            |
|  | G. ahangari Kashefi et al. 2002 (type sp.) |
|  |                                            |

|  | Archaeoglobus veneficus Huber et al. 1998                                                                                      |
|  | |
|  | \| \| Archaeoglobus infectus Mori et al. 2008 \| \| \| \| \| \| Archaeoglobus sulfaticallidus Steinsbu et al. 2010 \| \| \| \| |
|  | |
|  | Archaeoglobus infectus Mori et al. 2008                                                                                        |
|  | |
|  | Archaeoglobus sulfaticallidus Steinsbu et al. 2010                                                                             |
|  | |

|  | Archaeoglobus infectus Mori et al. 2008            |
|  |                                                    |
|  | Archaeoglobus sulfaticallidus Steinsbu et al. 2010 |
|  |                                                    |

|  | G. acetivorans Slobodkina et al. 2009      |
|  |                                            |
|  | G. ahangari Kashefi et al. 2002 (type sp.) |
|  |                                            |

|  | Archaeoglobus veneficus Huber et al. 1998                                                                                      |
|  | |
|  | \| \| Archaeoglobus infectus Mori et al. 2008 \| \| \| \| \| \| Archaeoglobus sulfaticallidus Steinsbu et al. 2010 \| \| \| \| |
|  | |
|  | Archaeoglobus infectus Mori et al. 2008                                                                                        |
|  | |
|  | Archaeoglobus sulfaticallidus Steinsbu et al. 2010                                                                             |
|  | |

|  | Archaeoglobus infectus Mori et al. 2008            |
|  |                                                    |
|  | Archaeoglobus sulfaticallidus Steinsbu et al. 2010 |
|  |                                                    |

|  | G. acetivorans Slobodkina et al. 2009      |
|  |                                            |
|  | G. ahangari Kashefi et al. 2002 (type sp.) |
|  |                                            |

|  | Archaeoglobus veneficus Huber et al. 1998                                                                                      |
|  | |
|  | \| \| Archaeoglobus infectus Mori et al. 2008 \| \| \| \| \| \| Archaeoglobus sulfaticallidus Steinsbu et al. 2010 \| \| \| \| |
|  | |
|  | Archaeoglobus infectus Mori et al. 2008                                                                                        |
|  | |
|  | Archaeoglobus sulfaticallidus Steinsbu et al. 2010                                                                             |
|  | |

|  | Archaeoglobus infectus Mori et al. 2008            |
|  |                                                    |
|  | Archaeoglobus sulfaticallidus Steinsbu et al. 2010 |
|  |                                                    |

|  | G. acetivorans Slobodkina et al. 2009      |
|  |                                            |
|  | G. ahangari Kashefi et al. 2002 (type sp.) |
|  |                                            |

|  | Archaeoglobus veneficus Huber et al. 1998                                                                                      |
|  | |
|  | \| \| Archaeoglobus infectus Mori et al. 2008 \| \| \| \| \| \| Archaeoglobus sulfaticallidus Steinsbu et al. 2010 \| \| \| \| |
|  | |
|  | Archaeoglobus infectus Mori et al. 2008                                                                                        |
|  | |
|  | Archaeoglobus sulfaticallidus Steinsbu et al. 2010                                                                             |
|  | |

|  | Archaeoglobus infectus Mori et al. 2008            |
|  |                                                    |
|  | Archaeoglobus sulfaticallidus Steinsbu et al. 2010 |
|  |                                                    |

|  | Ferroglobus placidus Hafenbradl et al. 1997  |
|  |                                              |
|  | Archaeoglobus profundus Burggraf et al. 1990 |
|  |                                              |

|  | G. acetivorans Slobodkina et al. 2009      |
|  |                                            |
|  | G. ahangari Kashefi et al. 2002 (type sp.) |
|  |                                            |

|  | Archaeoglobus veneficus Huber et al. 1998                                                                                      |
|  | |
|  | \| \| Archaeoglobus infectus Mori et al. 2008 \| \| \| \| \| \| Archaeoglobus sulfaticallidus Steinsbu et al. 2010 \| \| \| \| |
|  | |
|  | Archaeoglobus infectus Mori et al. 2008                                                                                        |
|  | |
|  | Archaeoglobus sulfaticallidus Steinsbu et al. 2010                                                                             |
|  | |

|  | Archaeoglobus infectus Mori et al. 2008            |
|  |                                                    |
|  | Archaeoglobus sulfaticallidus Steinsbu et al. 2010 |
|  |                                                    |

|  | G. acetivorans Slobodkina et al. 2009      |
|  |                                            |
|  | G. ahangari Kashefi et al. 2002 (type sp.) |
|  |                                            |

|  | Archaeoglobus veneficus Huber et al. 1998                                                                                      |
|  | |
|  | \| \| Archaeoglobus infectus Mori et al. 2008 \| \| \| \| \| \| Archaeoglobus sulfaticallidus Steinsbu et al. 2010 \| \| \| \| |
|  | |
|  | Archaeoglobus infectus Mori et al. 2008                                                                                        |
|  | |
|  | Archaeoglobus sulfaticallidus Steinsbu et al. 2010                                                                             |
|  | |

|  | Archaeoglobus infectus Mori et al. 2008            |
|  |                                                    |
|  | Archaeoglobus sulfaticallidus Steinsbu et al. 2010 |
|  |                                                    |

|  | G. acetivorans Slobodkina et al. 2009      |
|  |                                            |
|  | G. ahangari Kashefi et al. 2002 (type sp.) |
|  |                                            |

|  | Archaeoglobus veneficus Huber et al. 1998                                                                                      |
|  | |
|  | \| \| Archaeoglobus infectus Mori et al. 2008 \| \| \| \| \| \| Archaeoglobus sulfaticallidus Steinsbu et al. 2010 \| \| \| \| |
|  | |
|  | Archaeoglobus infectus Mori et al. 2008                                                                                        |
|  | |
|  | Archaeoglobus sulfaticallidus Steinsbu et al. 2010                                                                             |
|  | |

|  | Archaeoglobus infectus Mori et al. 2008            |
|  |                                                    |
|  | Archaeoglobus sulfaticallidus Steinsbu et al. 2010 |
|  |                                                    |

|  | G. acetivorans Slobodkina et al. 2009      |
|  |                                            |
|  | G. ahangari Kashefi et al. 2002 (type sp.) |
|  |                                            |

|  | Archaeoglobus veneficus Huber et al. 1998                                                                                      |
|  | |
|  | \| \| Archaeoglobus infectus Mori et al. 2008 \| \| \| \| \| \| Archaeoglobus sulfaticallidus Steinsbu et al. 2010 \| \| \| \| |
|  | |
|  | Archaeoglobus infectus Mori et al. 2008                                                                                        |
|  | |
|  | Archaeoglobus sulfaticallidus Steinsbu et al. 2010                                                                             |
|  | |

|  | Archaeoglobus infectus Mori et al. 2008            |
|  |                                                    |
|  | Archaeoglobus sulfaticallidus Steinsbu et al. 2010 |
|  |                                                    |

Notes:

♠ Cepa encontrado en el Centro Nacional para la Información Biotecnológica (NCBI) pero no en la List of Prokaryotic Names with Standing in Nomenclature (LPSN).